# Tyskungen
Os Diários Secretos - em sueco Tyskungen - é um romance policial da escritora sueca Camilla Läckberg, publicado em 2007 pela editora Forum. 

A tradução portuguesa foi editada pela Dom Quixote em 2012. 